# Legutio
Legutio è un comune spagnolo situato nella comunità autonoma dei Paesi Baschi.